# South Australian House of Assembly

Das Wappen von South Australia

Das South Australian House of Assembly ist das Unterhaus des Parlaments von South Australia (Parliament of South Australia), das Parlament des australischen Bundesstaates South Australia. Es basiert auf dem parlamentarisches System des britischen Westminster-Systems, das das Parlament in zwei Kammern unterteilt. Neben dem House of Assembly als Legislativversammlung und Unterhaus besteht der Legislativrat (South Australian Legislative Council) als Oberhaus des Parlaments.

## Allgemeines, Wahlen und Mitglieder

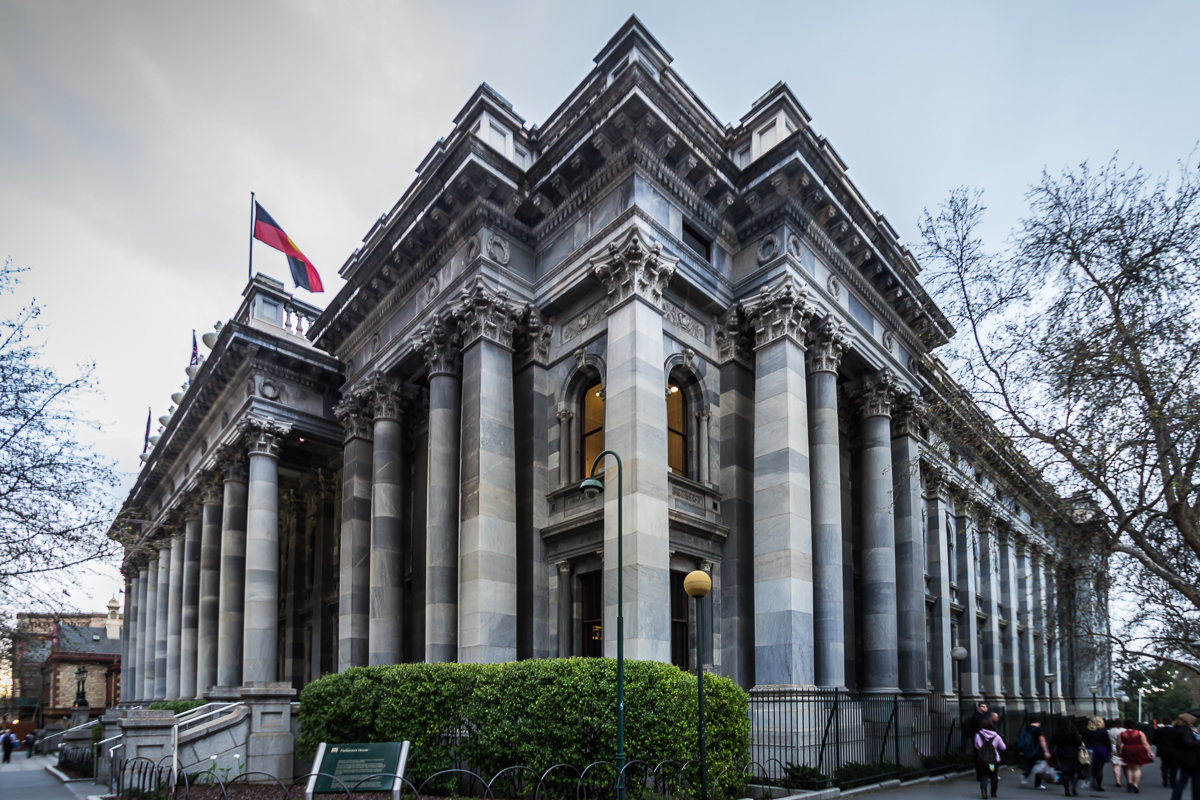
Das neue Parliament House, der Sitz des Parlaments von South Australia.

Der Sprecher (Speaker) steht dem House of Assembly vor, das aus 47 Mitgliedern besteht, die jeweils einen eigenen Wahlkreis (Electorate) vertreten. Die Wahlkreise des House of Assembly werden von der Electoral Districts Boundaries Commission festgelegt, um eine gleichberechtigte Vertretung aller Südaustralier zu gewährleisten. Die Amtszeit eines Mitglieds beträgt die Dauer deraü Legislaturperiode von maximal vier Jahren. Durch Tod, Mandatsverzicht oder Ähnliches frei gewordene Stellen werden bei einer Nachwahl (By-election) in dem Wahlkreis besetzt, in dem die Stelle frei geworden ist. Jede Person, die für die Wahlen zum House of Assembly wahlberechtigt ist, ist berechtigt, sich für einen Sitz zu bewerben. Die Mitglieder des House of Assembly werden in geheimer Abstimmung nach dem Vorzugssystem der Abstimmung und Auszählung gewählt. Um gewählt zu werden, muss ein Kandidat die absolute Mehrheit der Stimmen erhalten, also mehr als 50 Prozent der offiziell abgegebenen Stimmen. Erhält kein Kandidat die absolute Mehrheit der Erstvorzugsstimmen, werden die Zweitpräferenzen des Kandidaten, der die wenigsten Erstvorzugsstimmen erhalten hat, geprüft und an die übrigen Kandidaten verteilt. Die Verteilung der nächsten verfügbaren Präferenzen des Kandidaten mit den wenigsten Stimmen wird wiederholt, bis ein Kandidat mit absoluter Mehrheit gewählt wird.
Das derzeitige 55. Parlament, also die 55. Legislaturperiode, setzt sich nach den Wahlen vom 19. März 2022 aus 47 Mitgliedern zusammen, so dass zur Regierungsbildung 24 Mandate notwendig sind. Bei der Wahl erhielt die Australian Labor Party (ALP) 28 Mandate, die Liberal Party of Australia (LP) 14 Sitze und parteilose Unabhängige fünf Mandate.

## Der Sitzungssaal desHouse of Assembly

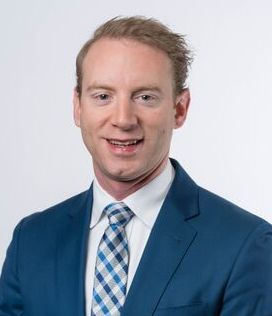
David Speirs von der Liberal Party of Australia fungiert seit dem 19. April 2022 als Leader of the Opposition und damit als Oppositionsführer.

Der Saal des House of Assembly hat sich seit der Fertigstellung des Westflügels 1889 nicht verändert. Seine hohen Wände, die wunderschön dekorierte Decke und die Ölporträts früherer Sprecher und Premierminister tragen zum Charme und unverwechselbaren Charakter des Saals bei. Der Aufbau der Kammer ist im traditionellen britischen Stil gehalten, mit den Regierungsbänken rechts vom Sprecher und den Oppositionsbänken links. Die Querbänke am südlichen Ende der Kammer sind gebogen und treffen auf den Gang, der vom Ende in die Kammer führt. Der Sprecher (Speaker) sitzt auf einem exquisit geschnitzten Stuhl auf einem Podest am nördlichen Ende des Saals. Am Tisch unter dem Stuhl des Sprechers befinden sich drei Stühle: Der rechte Stuhl des Sprechers wird vom Clerk, der mittlere Stuhl vom Vorsitzenden der Ausschüsse und der linke vom Deputy Clerk oder dem Serjeant-at-Arms genutzt. Oben auf dem Tisch befinden sich zwei Halterungen, in denen der Streitkolben (the Mace) ruht, wenn der Sprecher auf dem Stuhl sitzt. Wenn das Haus im Ausschuss sitzt, wird der Streitkolben vom Tisch genommen und auf zwei Stützen unter dem Tisch gelegt.

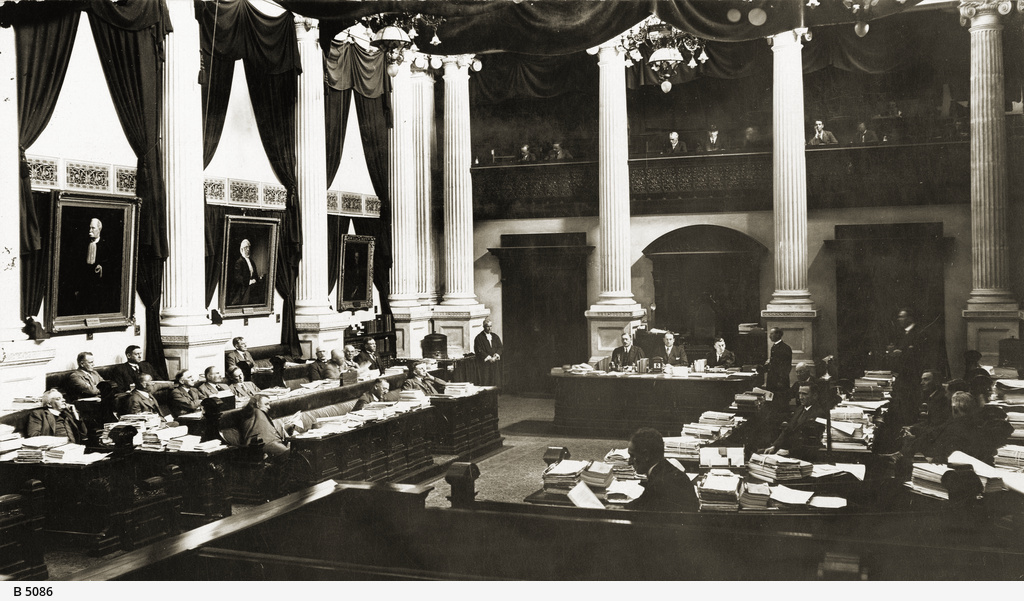
Der Sitzungssaal des House of Assembly (1928)

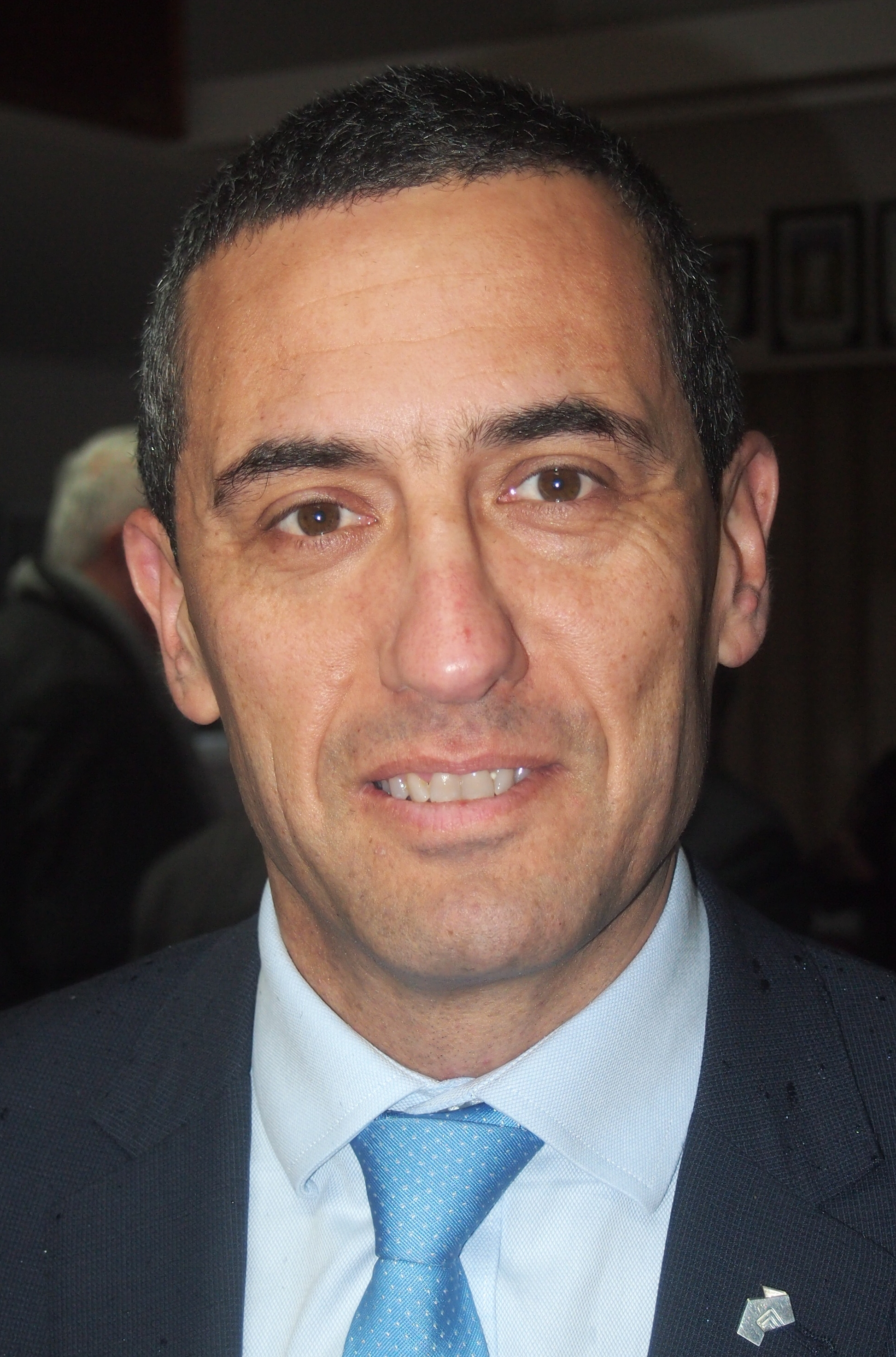
Tom Koutsantonis von der Australian Labour Party ist seit dem 22. März 2022 als Leader of Government Business in the House of Assembly Führer der Regierungsfraktion.

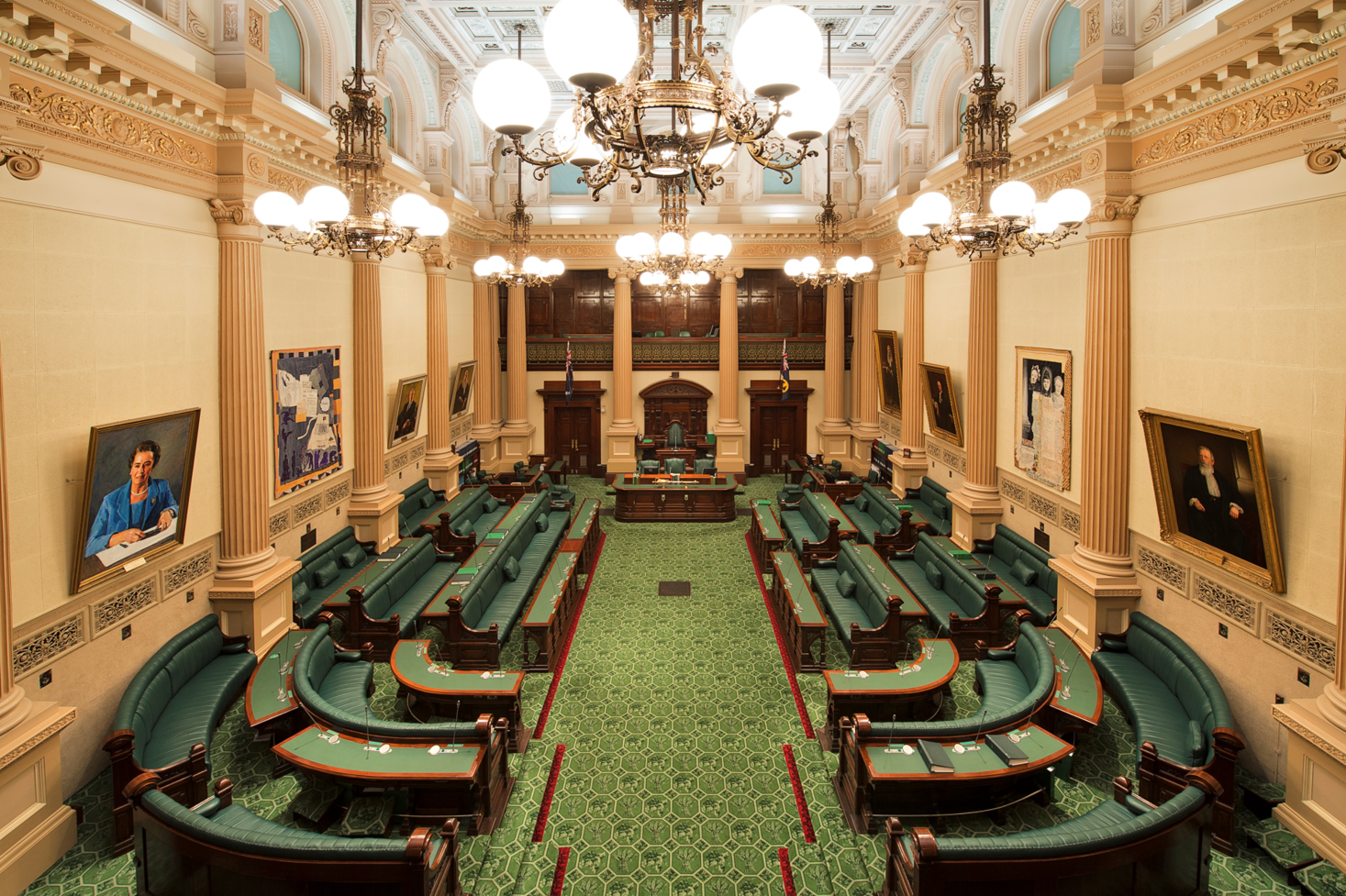
Der Sitzungssaal des House of Assembly, des Unterhauses des Parlaments.

Die Kammermöbel sind aus Walnussholz mit Teakholzplatten. Die gerippte Polsterung und der Teppich mit seinem südaustralischen Motiv aus Trauben, Garben und Flechtwerk sind beide in traditionellem Grün gehalten. Eine weitere traditionelle Note wird durch die rote „Schwertstreifen“-Teppichbordüre hinzugefügt, die sich unmittelbar vor der Bank des Finanzministeriums und der vorderen Bank der Opposition befindet und in deren Gestaltung das charakteristische florale Emblem Südaustraliens, die Sturt Pea, integriert ist. Diese rote Grenze erinnert an gefährlichere Zeiten in der Geschichte des Unterhauses, als die Abgeordneten verpflichtet waren, mit beiden Beinen hinter einer roten Teppichgrenze zu bleiben, da das Überschreiten dieser Linie sie in die Lage versetzen würde, einen erfolgreichen Schwerthieb durchzuführen bei einem Mitglied auf der gegenüberliegenden Seite des Hauses. Während das Tragen von Schwertern in den Parlamentsgebäuden schon lange aufgehört hat, ist die Anwesenheit dieses Teppichstreifens im Sitzungssaal des House of Assembly eine sichtbare Erinnerung an die Quelle dieses parlamentarischen Erbes. Über dem Stuhl des Sprechers befinden sich die Galerien, auf denen sich die „Hansard“-Reporter (in der Mitte) und Medienreporter (auf beiden Seiten) befinden. Am südlichen Ende des Saals und hinter der Bar des Unterhauses befindet sich die Speaker’s Gallery. Mitglieder der Öffentlichkeit haben mit Genehmigung des Sprechers Zutritt zu dieser Galerie. Die Stranger’s Gallery befindet sich direkt über der Speaker’s Gallery und ist während der Sitzungen des Hauses für die breite Öffentlichkeit frei zugänglich.
Auf der vorderen Regierungsbank, bekannt als Bank des Finanzministeriums (Treasury bench), sitzen die Mitglieder des House of Assembly der Regierung in der Reihenfolge ihrer Rangfolge, wobei der Premierminister dem Sprecher am nächsten sitzt. Hinter der Bank des Finanzministeriums sitzen die Regierungsmitglieder. Direkt gegenüber dem Premierminister sitzt der Oppositionsführer und neben und hinter ihm Mitglieder seiner Partei. Andere Mitglieder, die weder direkt mit der Regierung noch mit Oppositionsparteien verbunden sind, sitzen auf den Querbänken auf der Oppositionsseite der Kammer. Jedem Mitglied wird ein bestimmter Sitz im Unterhaus zugewiesen. Dieser wird durch den Namen angezeigt, der auf dem Schreibtisch vor der Position aufgedruckt ist. Zur Verstärkung im Saal und in den Galerien stehen auf den Tischen Mikrofon- und Lautsprechersets zur Verfügung.

## Vorsitzende und Beamte desHouse of Assembly

### Der Sprecher(The Speaker)

#### Funktionen und Aufgaben des Sprechers

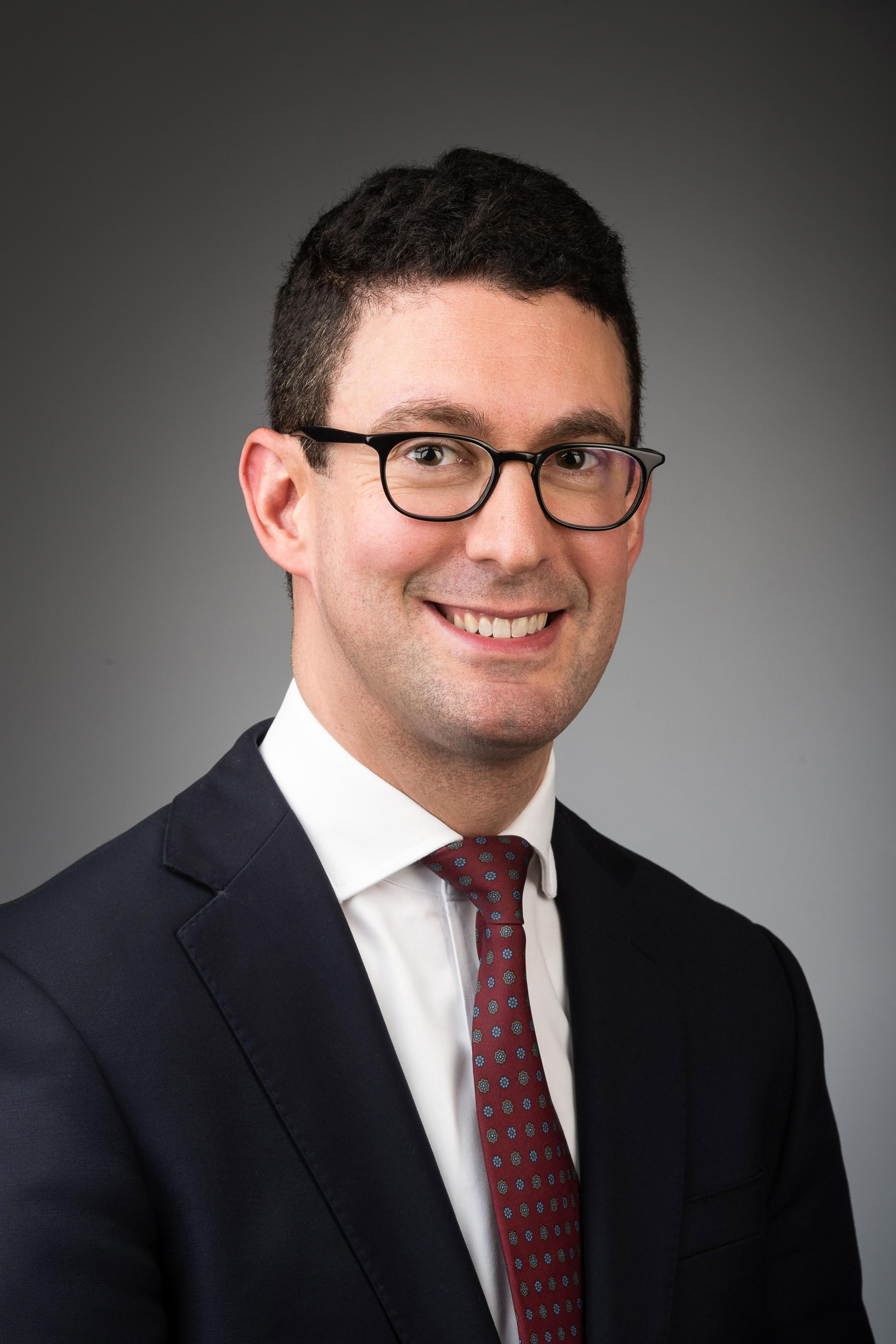
Der parteilose Dan Cregan ist seit dem 13. Oktober 2021 Sprecher des House of Assembly.

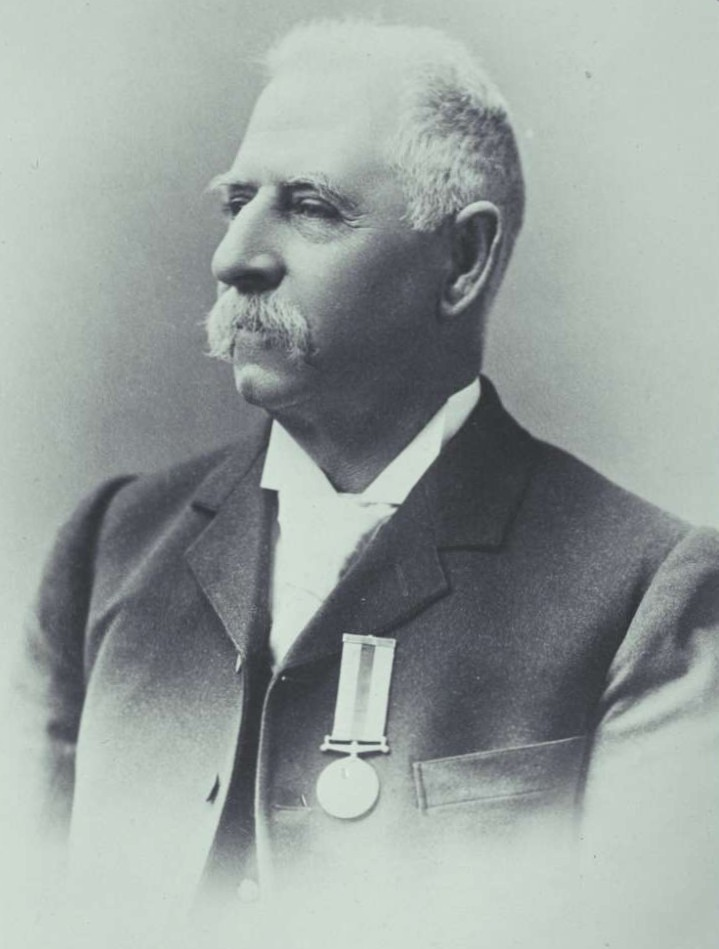
Clerk’s-Assistant und Serjeant at Arms Edwin Gordon Blackmore veröffentlichte 1885 den ersten Kommentar zu Praxis und Verfahren des House of Assembly.

Der Sprecher (Speaker) der Legislativversammlung wird von allen Mitgliedern des House of Assembly gewählt und ist als Sprecher zugleich der Vorsitzende des House of Assembly. Derzeitiger Sprecher des House of Assembly ist seit 13. Oktober 2021 der parteilose Dan Cregan.
Im ersten 1885 vom damaligen Clerk’s-Assistant und Serjeant at Arms Edwin Gordon Blackmore veröffentlichten Kommentar zu Praxis und Verfahren des House of Assembly mit dem Titel „Manual of the Practice, Procedure, and Usage of the House of Assembly of the Province of South Australia“ wurden die gewöhnlichen Aufgaben des Sprechers und Vorsitzenden wie folgt beschrieben:
- Leitung der Beratungen des Hauses und der Aufrechterhaltung der Ordnung,
- Zählung des Hauses vor Beginn der Geschäfte und jederzeit, wenn auf den Zustand des Hauses aufmerksam gemacht wird,
- Mitglieder auffordern, zu Wort zu kommen, Fragen zu stellen und Anträge in ihrem Namen zu stellen und Gesetzentwürfe vorzubringen,
- Stellen von Fragen zur Entscheidung des Hauses und bei der Bekanntgabe des Ergebnisses durch Stimmen oder durch Meinungsverschiedenheiten,
- Abgabe einer ausschlaggebenden Stimme, sofern erforderlich,
- Entgegennahme von Berichten des Ausschusses des gesamten Hauses,
- Empfang und Übermittlung von Nachrichten des Gouverneurs und des Legislativrates an das Haus,
- Bekanntgabe freier Stellen und der Ausstellung von Stellenausschreibungen,
- Meldung der Zustimmung zu Gesetzentwürfen
- Vertagung des Hauses, sei es auf Antrag oder aus Mangel an Beschlussfähigkeit.

Es ist auch die gelegentliche Pflicht des Sprechers, Zeugen vor der Kammer zu befragen, den Dank des Hauses und gegebenenfalls seine Verweise zu übermitteln. Durch die Satzung sind ihm Pflichten gegenüber Gerichten zur Prüfung umstrittener Erklärungen, das Gesetz zur Prüfung öffentlicher Finanzen und Wahlbescheide zugewiesen. Der Sprecher muss auch den Verfahren des Hauses Wirkung verleihen, übermittelt dem Gouverneur vom Haus verabschiedete Ansprachen sowie Gesetzesentwürfe, die vom Haus stammen und beide Kammern angenommen haben. Er unterzeichnet ferner Botschaften an den Legislativrat und geht mit dem Haus zur Kammer des Legislativrates, wenn der Gouverneur das Haus einberuft, und legt dort Gesetzentwürfe vor. Er ist des Weiteren Mitglied bestimmter Sitzungsausschüsse wie der Bibliothek, der Geschäftsordnung und des Haupt - oder Erfrischungsausschusses sowie aller Sonderausschüsse, bei denen seine Anwesenheit besonders wünschenswert ist. Seine ausdrückliche Genehmigung oder Anordnung ist erforderlich, bevor dem Haus vorgelegte Tagebücher, Aufzeichnungen oder Dokumente entfernt werden können. Er besucht täglich seine Amtsräume, um die Mitglieder zu beraten, und schließlich ist es seine Pflicht, die täglichen Tagebücher des Hauses durchzusehen und zu unterzeichnen.
In vielerlei Hinsicht sind die Pflichten des heutigen Sprechers dieselben wie die von Blackmore beschriebenen. Der Sprecher des House of Assembly ist das höchste Amt, das das Haus einem seiner Mitglieder verleihen kann. Mit seinem Amtsantritt übernimmt der Sprecher für die Dauer seiner Amtszeit den Titel „Ehrenwerter“ (The Honourable) und kann die Beibehaltung des Titels für den Rest seiner parlamentarischen Laufbahn und im Ruhestand beantragen, wenn er mehr als drei Jahre im Amt gedient hat. Die erste Aufgabe der Mitglieder eines neu gewählten House of Assembly besteht darin, einen Sprecher zu wählen, der ihnen vorsteht. Die alte parlamentarische Tradition legt fest, dass der Sprecher das Haus in seinen Beziehungen zur britischen Krone verkörpert. In jüngerer Zeit hat das Büro seine Funktionen erweitert und ist zur zentralen Anlaufstelle für Verfassungs-, Verfahrens- und Verwaltungsangelegenheiten im Namen des Hauses und für die Beziehungen des House of Assembly zur Krone, zur Exekutive und zur Gemeinschaft geworden.
Der Sprecher leitet die Sitzungen als Vorsitzender des House of Assembly. Die Position, einige ihrer verfahrensrechtlichen Verantwortlichkeiten und die Dauer des Amtes ergeben sich aus den Abschnitten 34 bis 37 des Constitution Act 1934. Der Sprecher muss sowohl mit Autorität als auch mit Unparteilichkeit handeln. Alle Entscheidungen des Sprechers unterliegen jedoch dem Willen des Hauses und können durch einen Antrag des Hauses angefochten, aufgehoben oder bestätigt werden. Ohne einen solchen Antrag ist jede Schlussfolgerung, Behauptung oder Unterstellung, dass der Vorsitzende unangemessen gehandelt habe, egal ob indirekt oder mehrdeutig, rechtswidrig. Viele Einzelheiten der Verfahrenspflichten des Sprechers sind in der Geschäftsordnung des House of Assembly festgelegt. Die Geschäftsordnung und zahlreiche Praktiken des Hauses gewähren dem Sprecher erhebliche Ermessensspielräume, um die Aufrechterhaltung der Ordnung und die Erleichterung der Geschäfte des House of Assembly zu ermöglichen. Alle unterliegen dem Willen des Hauses, umfassen jedoch –
- Die gängige Praxis des Hauses, dass der Sprecher darüber entscheidet, ob eine ihm oder dem Haus vorgelegte Anschuldigung dem ersten Anschein nach eine Frage des Privilegs ist. Darüber hinaus liegt es im Ermessen des Sprechers zu entscheiden, ob der Angelegenheit Vorrang vor allen anderen Angelegenheiten des Hauses eingeräumt werden soll.
- Der in der Geschäftsordnung vorgesehene Ermessensspielraum, eine komplexe Frage zu teilen, eine Frage erneut zu formulieren, wenn der Sprecher der Ansicht ist, dass im Ergebnis Verwirrung besteht, und jeden Gesetzentwurf oder Antrag, der dieselbe Frage betrifft, als unangemessen, „Ultra-vires“-Antrag – also außerhalb der Gewalten und Befugnisse – usw. erachtet wird, aus dem Bekanntmachungspapier zurückzuziehen.
- Es liegt im Ermessen, das Ergebnis einer Abstimmung über die Stimmen zu beurteilen und jede notwendige Änderung der Abteilungslisten aufgrund eines Fehlers oder eines vernünftigen Arguments eines Mitglieds anzuordnen.
- Die Verantwortung, den möglichen hybriden Charakter eines Gesetzentwurfs zu beurteilen und zu entscheiden.
- Vorbehaltlich etablierter Praktiken verfügt der Sprecher auch über einen erheblichen Ermessensspielraum, wenn es darum geht, den Mitgliedern das Wort zu erteilen und zu bestimmen, was der Vorsitzende genau hört oder beobachtet. Der Sprecher hat auch die Möglichkeit, die Sitzung des Hauses im Falle von Unruhen zu unterbrechen und zu bestimmen, wer die Verhandlungen nicht von der Tribüne aus verfolgen darf.

Der Sprecher ist von Amts („ex officio“) wegen Vorsitzender des Geschäftsordnungsausschusses (Standing Orders Committee) und wird traditionell zum Vorsitzenden jedes Privilegienausschusses ernannt, in den der Sprecher berufen werden kann. Traditionell ist der Sprecher in keinem anderen Untersuchungsausschuss tätig, es sei denn, das Thema bezieht sich auf die Verfahren oder die Verwaltung des Hauses oder des Parlaments. Der Sprecher ist des Weiteren von Amts wegen Mitglied des Gemeinsamen Ausschusses für parlamentarische Dienste (Joint Parliamentary Services Committee) und ist alle zwei Jahre Vorsitzender dieses Ausschusses. Gemäß dem Parliament (Joint Services) Act 1985 ist das Joint Parliamentary Services Committee, dessen Mitglied der Sprecher von Amts wegen ist, der Arbeitgeber aller Beamten des Parlaments, die diesem Gesetz unterliegen. Die Reiseanspruchsregeln für Parlamentsmitglieder verlangen, dass der Sprecher alle Anträge von Mitgliedern auf Zahlung eines mit Parlamentsreisen verbundenen Tagessatzes genehmigt und dass der Sprecher alle Berichte, zu deren Vorlage ein Mitglied verpflichtet ist, entgegennimmt und, wenn er mit ihnen „zufrieden“ („satisfied“) ist, die Reisekosten aus dem Anspruch finanziert. Der Sprecher definiert auch den Umfang einer kleinen Anzahl von Dienstleistungen, die den Mitgliedern im Parlamentsgebäude angeboten werden.
Im Falle einer vorübergehenden Vakanz im House of Assembly oder wenn eine Wahl zur Besetzung einer vakanten Stelle vom Court of Disputed Returns für nichtig erklärt wird, muss der Sprecher einen Bescheid für eine Nachwahl ausstellen. Der Sprecher ist von Amts wegen Mitglied des South Australian Parliamentary Superannuation Board. Gemäß dem Public Finance and Audit Act 1987 ist der Sprecher verpflichtet, Berichte vom General-Auditor entgegenzunehmen und gemäß § 38 dieses Gesetzes sicherzustellen, dass solche Berichte dem House of Assembly „spätestens am ersten Sitzungstag nach Erhalt eines Berichts“ („not later than the first sitting day after receiving a report…“)vorgelegt werden. Abschnitt 17 (7) des Parliamentary Committees Act 1990 sieht vor, dass der Ausschuss dem Parlament eine Kopie seines Berichts vorlegen kann, wenn von der Annahme eines Berichts eines Ausschusses bis zum nächsten Sitzungstag des ernennenden Hauses des Ausschusses mehr als 14 Tage vergehen. Der Sprecher kann die Veröffentlichung vor der Einreichung im House of Assembly genehmigen. Der Sprecher ist in Zusammenarbeit mit dem Präsidenten des Legislativrates dafür verantwortlich, Doppelarbeit der nach dem Gesetz eingerichteten Ständigen Ausschüsse zu vermeiden, für angemessenes Personal und Einrichtungen für jeden Ausschuss zu sorgen und deren effizientes Funktionieren sicherzustellen. Das Local Government Act 1999 sieht vor, dass jeder dem Gesetz unterliegende Gemeinderat einen Jahresbericht erstellt und der Sprecher verpflichtet ist, den Bericht innerhalb von sechs Tagen nach Erhalt dem Haus vorzulegen. Gemäß Abschnitt 29 des Ombudsman Act 1972 muss der Sprecher dem House of Assembly zum frühestmöglichen Zeitpunkt eine Kopie eines Berichts über die Arbeit des Büros des Ombudsmanns für jedes Jahr vorlegen. Gemäß Abschnitt 63 des Fair Work Act 1994 muss der Sprecher dem House of Assembly zum frühestmöglichen Zeitpunkt einen Bericht über die Arbeit des Büros des Arbeitnehmer-Ombudsmanns im vorangegangenen Geschäftsjahr vorlegen. Das Police (Complaints and Disciplinary Proceedings) Act 1985 sieht vor, dass die Behörde so bald wie möglich nach dem 30. Juni dem Sprecher (und dem Präsidenten des Legislativrates) einen Bericht über die Tätigkeit der Behörde vorlegen muss.

#### Kurze Geschichte des Amtes des Sprechers

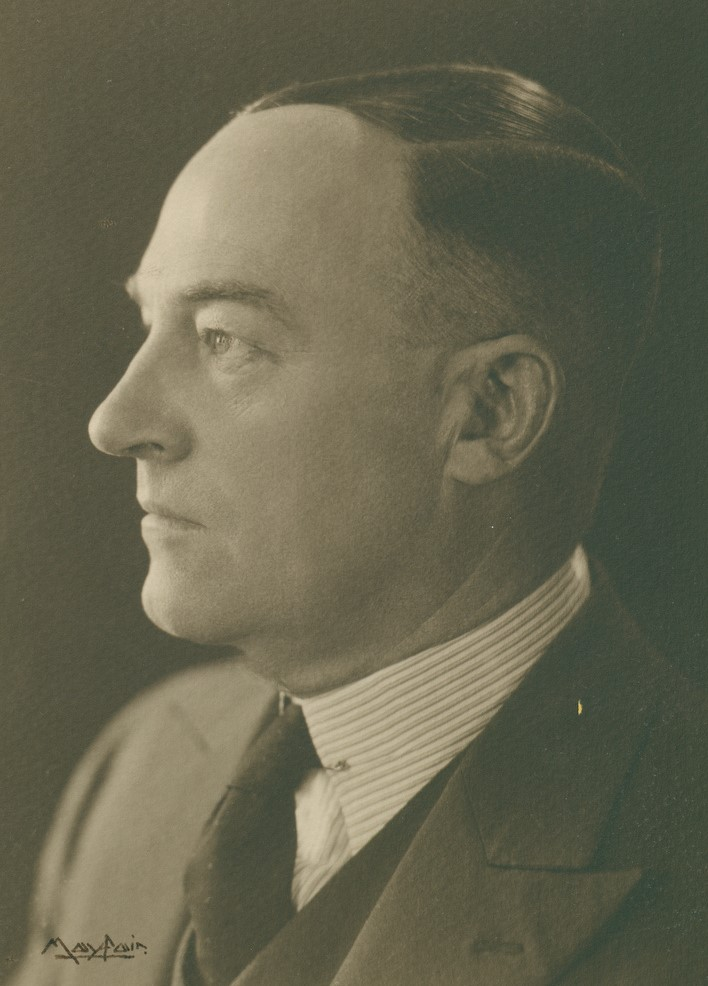
Robert Nicholls war zwischen Juli 1933 und März 1956 Sprecher des House of Assembly und hat mit mehr als 22 Jahren die längste Amtszeit als Sprecher.

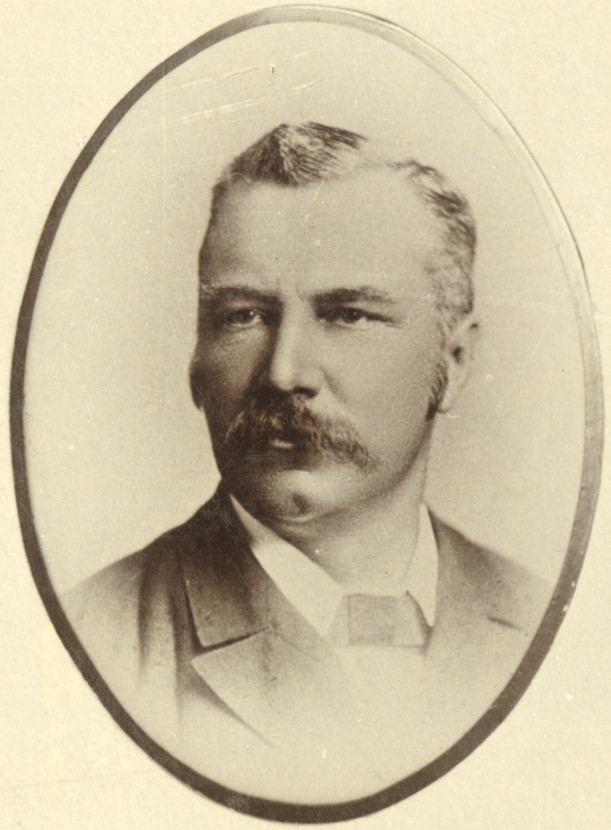
Jenkin Coles fungierte von Juni 1890 bis November 1911 als Sprecher und hat mit mehr als 21 Jahren die zweitlängste Amtszeit.

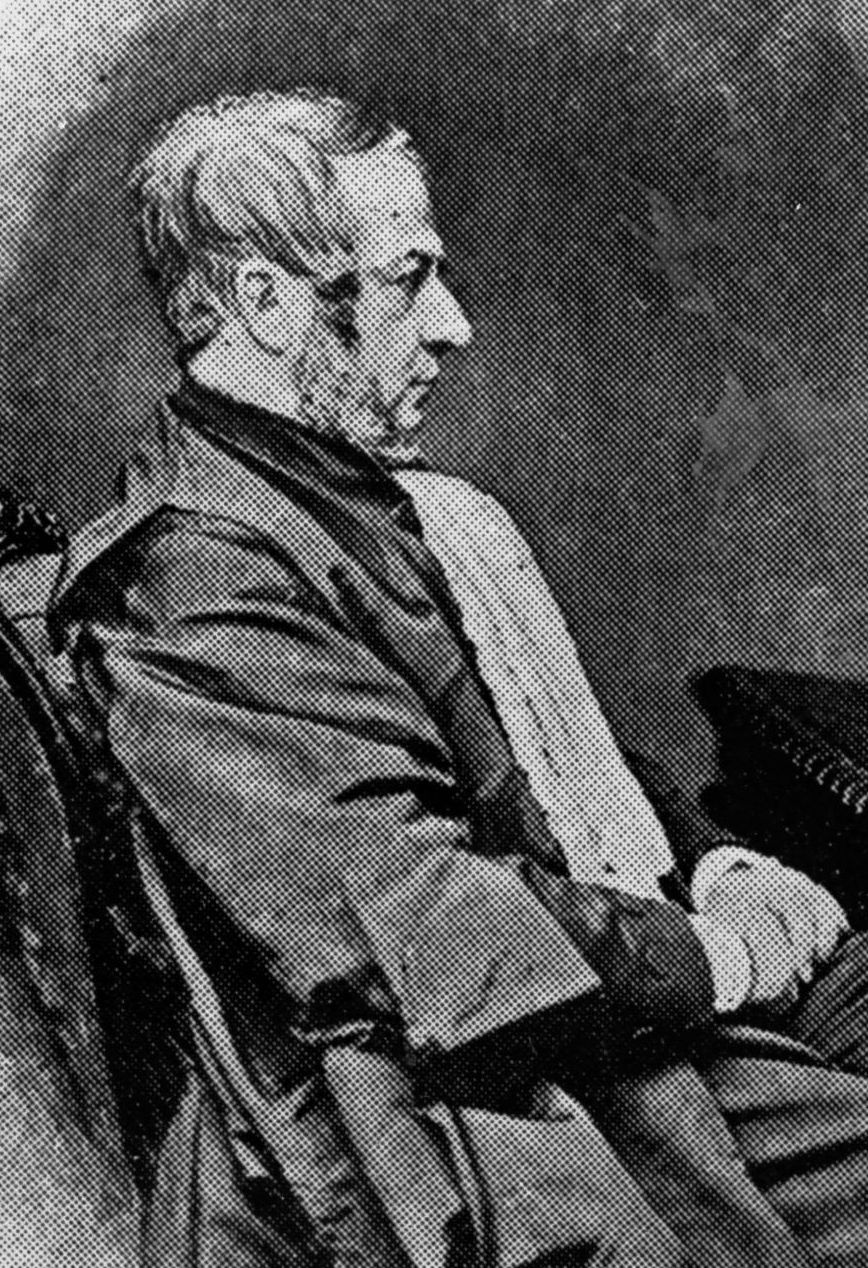
George Strickland Kingston war von 1857 bis 1860 erster Sprecher des House of Assembly und bekleidete das Amt erneut zwischen 1865 und 1880. Mit zusammen mehr als 18 Jahre hatte er somit die drittlängste Amtszeit der Sprecher.

Das Amt des Sprechers ist fast so alt wie die Institution des Parlaments selbst. Die Position des Sprechers als Mitglied des House of Assembly, das von seinen Kollegen zur Vertretung des Hauses und zur Leitung seiner Beratungen ernannt wurde, lässt sich in der Geschichte der Parlamentsunterlagen des britischen Westminster-Systems bis ins Jahr 1377 zurückverfolgen. Das Amt des Sprechers im Parlament von South Australia geht auf die Gründung des House of Assembly 1857 zurück. Vor der Gründung des Parlaments von Südaustralien als Zweikammer-Legislative mit der Einrichtung einer verantwortlichen Regierung wurde das vorsitzende Mitglied des Legislativrates als Sprecher bezeichnet. Der erste teilweise gewählte Legislativrat 1851 wählte eines der acht nominierten Mitglieder, John Morphett, zu seinem Sprecher. Vor 1851 hatte der Gouverneur selbst den Vorsitz im Rat inne. Nachfolger von Morphett wurde 1855 James Hurtle Fisher, der das Amt innehatte, bis das neue Verfassungsgesetz von 1856 in Kraft trat und der Legislativrat die Rolle des Oberhauses des Parlaments übernahm. In diesem ersten vollständig gewählten Legislativrat behielt Fisher die Rolle des vorsitzenden Mitglieds, wurde jedoch zum Präsidenten des Legislativrats umbenannt. Der erste Sprecher des House of Assembly war George Strickland Kingston, der vor seiner Wahl in das House of Assembly als Mitglied für den Wahlkreis The Burra and Clare im Jahr 1856 seit 1851 gewähltes Mitglied des Legislativrates war.
Es ist keine Überraschung, dass sich die neuen Parlamente, die in dieser Zeit in Australien entstehen, in Ermangelung einer lokalen Autorität an den Praktiken und Verfahren des britischen House of Commons orientieren sollten. Angesichts der Ursprünge des neuen Parlaments von Südaustralien ist es jedoch nicht verwunderlich, dass dieses weniger geneigt war, die damals noch unklaren und oft anachronistischen Traditionen der Sprecherschaft im Unterhaus vollständig zu übernehmen. Vom ersten Tag des neuen House of Assembly an begannen dieses und sein Sprecher mit der eigenen verfassungsmäßigen Entwicklung und Gestaltung des Amtes des Sprechers. Das Parlament von Südaustralien unterschied sich von Anfang an so sehr in seiner Struktur, dass es zu einer Abweichung von der Praxis des britischen Unterhauses kam. Der erste und offensichtlichste Unterschied bestand darin, dass diese und alle anderen gesetzgebenden Körperschaften der australischen Kolonien zu dem Zeitpunkt, als die verantwortliche Regierung übertragen wurde, vollständig gewählte Körperschaften waren. Darüber hinaus hatte sich in Australien nie die kulturelle Akzeptanz von Gesetzgebern etabliert, die eine solche Rolle durch Blutlinie, Erbschaft, Patronat oder religiöses Amt oder auf andere Weise als der Volkswahl übernehmen. Die Annahme des Konzepts, dass die Besetzung des Vorsitzes als Sprecher auch das Privileg verschaffte, sich nicht durch weiteres Engagement im größeren politischen Prozess beflecken zu lassen, solange der Sprecher sein Amt innehatte, wie es in Westminster der Fall war und ist im kolonialen Südaustralien undenkbar, einer Gesellschaft, die auf sozialen Prinzipien beruhte, die im Widerspruch zu solchen Praktiken standen. Bei formellen Anlässen kann der Sprecher eine zeremonielle Kleidung tragen, mit einer Perücke, mit vollem Saum und einem schwarzen Damastrobe aus Seide oder Satin, mit Spitze am Hals und an den Handgelenken. An gewöhnlichen Sitzungstagen kann sich der Sprecher dafür entscheiden, sowohl die Perücke als auch die Amtsrobe zu tragen oder auch nicht.

#### Liste der Sprecher desHouse of Assembly
Von den bislang 37 Sprechern bekleideten zwei (John Cox Bray und Richard Butler) auch das Amt des Premierminister von South Australia, während zwei weitere (George Strickland Kingston und Tom Stott) das Amt des Sprechers zwei Mal innehatten.  Bisherige Sprecher des House of Assembly waren:
| Nr.     | Name                                     | Partei                                           | Beginn der Amtszeit | Ende der Amtszeit  | Amtsdauer         |
| ------- | ---------------------------------------- | ------------------------------------------------ | ------------------- | ------------------ | ----------------- |
| 1       | George Strickland Kingston               |                                                  | 22. April 1857      | 22. März 1860      | 2 Jahr 335 Tage   |
| 2       | George Charles Hawker                    |                                                  | 27. April 1860      | 28. Februar 1865   | 4 Jahre 307 Tage  |
| 3 (1)   | George Strickland Kingston (2. Amtszeit) |                                                  | 31. März 1865       | 26. November 1880  | 15 Jahre 240 Tage |
| 4       | Robert Dalrymple Ross                    |                                                  | 2. Juni 1881        | 27. Dezember 1887  | 6 Jahre 208 Tage  |
| 5       | John Cox Bray                            |                                                  | 31. Mai 1888        | 5. Juni 1890       | 2 Jahre 5 Tage    |
| 6       | Jenkin Coles                             | National Defence League Liberal Union            | 5. Juni 1890        | 17. November 1911  | 21 Jahre 165 Tage |
| 7       | Harry Jackson                            | United Labor Party                               | 17. November 1911   | 18. März 1912      | 122 Tage          |
| 8       | Laurence O’Loughlin                      | Liberal Union                                    | 19. März 1912       | 7. Juli 1915       | 3 Jahre 110 Tage  |
| 9       | Frederick Coneybeer                      | United Labor Party National Party                | 8. Juli 1915        | 9. April 1921      | 5 Jahre 275 Tage  |
| 10      | Richard Butler                           | Liberal Union Liberal Federation                 | 21. Jul 1921        | 5. April 1924      | 2 Jahre 259 Tage  |
| 11      | John McInnes                             | Australian Labor Party                           | 24. Jul 1924        | 27. August 1926    | 2 Jahre 34 Tage   |
| 12      | Frederick Birrell                        | Australian Labor Party                           | 31. August 1926     | 16. Mai 1927       | 258 Tage          |
| 13      | George Laffer                            | Liberal Federation                               | 17. Mai 1927        | 26. Mai 1930       | 3 Tage 9 Tage     |
| 14      | Eric Shepherd                            | Australian Labor Party Parliamentary Labor Party | 27. Mai 1930        | 7. April 1933      | 2 Jahre 315 Tage  |
| 15      | Robert Nicholls                          | Liberal and Country League                       | 6. Juli 1933        | 2. März 1956       | 22 Jahre 240 Tage |
| 16      | Berthold Teusner                         | Liberal and Country League                       | 9. Mai 1956         | 11. April 1962     | 5 Jahre 337 Tage  |
| 17      | Tom Stott                                | Independent                                      | 12. April 1962      | 13. Mai 1965       | 3 Jahre 31 Tage   |
| 18      | Lindsay Riches                           | Australian Labor Party                           | 13. Mai 1965        | 15. April 1968     | 2 Jahre 338 Tage  |
| 19 (17) | Tom Stott (2. Amtszeit)                  | Independent                                      | 16. April 1968      | 29. Mai 1970       | 2 Jahre 43 Tage   |
| 20      | Reg Hurst                                | Australian Labor Party                           | 14. Juli 1970       | 31. März 1973      | 2 Jahre 260 Tage  |
| 21      | John Ryan                                | Australian Labor Party                           | 19. Juni 1973       | 11. Juli 1975      | 2 Jahre 22 Tage   |
| 22      | Ted Connelly                             | Independent                                      | 5. August 1975      | 16. September 1977 | 2 Jahre 42 Tage   |
| 23      | Gil Langley                              | Australian Labor Party                           | 6. Oktober 1977     | 11. Oktober 1979   | 2 Jahre 5 Tage    |
| 24      | Bruce Eastick                            | Liberal Party of Australia                       | 11. Oktober 1979    | 7. Dezember 1982   | 3 Jahre 57 Tage   |
| 25      | Terry McRae                              | Australian Labor Party                           | 8. Dezember 1982    | 11. Februar 1986   | 3 Jahre 93 Tage   |
| 26      | John Trainer                             | Australian Labor Party                           | 11. Februar 1986    | 8. Februar 1990    | 3 Jahre 362 Tage  |
| 27      | Norm Peterson                            | Independent Labor                                | 8. Februar 1990     | 10. Dezember 1993  | 3 Jahre 305 Tage  |
| 28      | Graham Gunn                              | Liberal Party of Australia                       | 11. Februar 1994    | 2. Dezember 1997   | 3 Jahre 294 Tage  |
| 29      | John Oswald                              | Liberal Party of Australia                       | 2. Dezember 1997    | 8. Februar 2002    | 4 Jahre 68 Tage   |
| 30      | Peter Lewis                              | Independent                                      | 5. März 2002        | 4. April 2005      | 3 Jahre 30 Tage   |
| 31      | Bob Such                                 | Independent                                      | 4. April 2005       | 26. März 2006      | 356 Tage          |
| 32      | Jack Snelling                            | Australian Labor Party                           | 27. April 2006      | 25. März 2010      | 3 Jahre 332 Tage  |
| 33      | Lyn Breuer                               | Australian Labor Party                           | 6. Mai 2010         | 5. Februar 2013    | 2 Jahre 275 Tage  |
| 34      | Michael Atkinson                         | Australian Labor Party                           | 5. Februar 2013     | 16. März 2018      | 5 Jahre 39 Tage   |
| 35      | Vincent Tarzia                           | Liberal Party of Australia                       | 3. Mai 2018         | 29. Juli 2020      | 2 Jahre 87 Tage   |
| 36      | Josh Teague                              | Liberal Party of Australia                       | 8. September 2020   | 12. Oktober 2021   | 1 Jahre 34 Tage   |
| 37      | Dan Cregan                               | Independent                                      | 12. Oktober 2021    | amtierend          | amtierend         |

### Vorsitzender der Ausschüsse / Stellvertretender Sprecher
Wie der Sprecher wird auch der Vorsitzende der Ausschüsse (der auch stellvertretender Sprecher ist) im House of Assembly von den Mitgliedern dieses Hauses gewählt. Der Vorsitzende der Ausschüsse führt den Vorsitz, wenn sich das Haus zu einem Ausschuss aller Mitglieder des House of Assembly zusammenschließt, um Gesetzesentwürfe zu prüfen. Der Ausschuss prüft einige Gesetzentwürfe im Detail, nachdem sie die zweite Lesung durchlaufen haben. Der Vorsitzende der Ausschüsse trägt keine besondere Kleidung, eine Tatsache, die die relative Informalität der Beratungen des Ausschusses unterstreicht, wenn Mitglieder mehr als einmal zu einer bestimmten Frage sprechen dürfen, die Debatte jedoch unbedingt mit der Klausel oder dem Änderungsantrag vor dem Ausschuss zusammenhängen muss Stuhl.

### Ständige Beamte des Parlaments
Es gibt drei ständige Beamte des House of Assembly: den Clerk des House of Assembly, den Deputy Clerk des House of Assembly sowie den Serjeant-at-Arms.
Der Clerk of the House of Assembly übernimmt, unterstützt von einem kleinen Mitarbeiterstab, die ständige Verwaltung in einem Parlament, dessen Zusammensetzung sich ändern kann. Seine Hauptaufgabe besteht darin, den Sprecher, die Minister und die Mitglieder zum parlamentarischen Verfahren zu beraten. Der Clerk ist auch für die Zusammenstellung der Tagebücher des Hauses verantwortlich und ist der Verwalter aller dem Parlament vorgelegten Aufzeichnungen und Dokumente. Der Clerk ist faktisch der Chief Executive Officer des House of Assembly, vergleichbar dem Direktor beim Deutschen Bundestag als Vorgesetzter aller Bediensteten der Bundestagsverwaltung und Leiter der gesamten Parlamentsverwaltung. Der Deputy Clerk unterstützt die Arbeit des Clerk und ist außerdem für die Unterstützung der verschiedenen Ausschüsse verantwortlich, in denen Mitglieder des House of Assembly tätig sind. Der Serjeant-at-Arms sorgt mit der Autorität des Sprechers und wie es die Tradition erfordert, für die Ordnung im House of Assembly. In extremen Fällen besteht die Pflicht des Serjeant-at-Arms darin, im Gehorsam gegenüber dem Haus ein Mitglied zu „verhaften“ („arrest“) oder auf Anweisung des Sprechers ordnungswidrige Fremde zu „verhaften“ und sie im Falle einer Verpflichtung in Gewahrsam zu halten. Die moderneren Aufgaben des Serjeant at Arms bestehen in der Bereitstellung von Unternehmensdienstleistungen für Mitglieder und Besucher des Parlaments. Nach einer alten Zeremonie geht dem Sprecher der Serjeant at Arms voraus, der beim Betreten und Verlassen des Saals den Streitkolben (The Mace) trägt. Die gleiche Zeremonie findet statt, wenn der Sprecher zusammen mit dem Haus die Kammer verlässt, um anderswohin zu gehen, zum Beispiel zum Legislativrat, um an der Eröffnung des Parlaments teilzunehmen, oder zum Regierungshaus, um es dem Gouverneur vorzustellen.

### Der Streitkolben(The Mace)
Im Parlament ist der Streitkolben das Symbol der Autorität des Sprechers. Der Streitkolben war einst eine Kriegswaffe und hatte die Form einer Keule, ist aber zu einem Symbol der Autorität geworden. Bis zur Wahl eines Sprechers wird der Streitkolben unter dem Tisch des Hauses aufbewahrt und nach Abschluss der Wahl auf den Tisch gelegt, um zu zeigen, dass das Haus nun für seine Sitzungen ordnungsgemäß konstituiert ist. Der im House of Assembly verwendete Streitkolben war ein Geschenk der Regierung zum Gedenken an den 100. Jahrestag der verantwortungsvollen Regierung in Südaustralien im Jahr 1957. Er besteht aus vergoldetem Sterlingsilber im gleichen Stil wie englische Streitkolben, die über Hunderte von Jahren hergestellt wurden, darunter auch der im Unterhaus verwendete. Es ist 1,2 Meter lang und wiegt etwa 6 Kilogramm. Der Streitkolben ist mit einer Mischung aus traditionellen britischen und südaustralischen Symbolen verziert. Der Kopf des Streitkolbens trägt eine Königskrone, in die prächtige südaustralische Opale eingelegt sind. Unter der Krone ist der Kopf des Streitkolbens in vier Felder unterteilt. Auf den gegenüberliegenden Tafeln sind im Relief die Kronen und die königliche Chiffre (E II R) Ihrer Majestät Königin Elizabeth II. zu sehen. Auf der Rückseite befindet sich die königliche Chiffre (VR) von Königin Victoria, der amtierenden Souveränin, als 1857 in Südaustralien die verantwortliche Regierung eingesetzt wurde. Diese Verwendung der königlichen Monogramme wurde von Königin Elizabeth II. genehmigt und symbolisiert den Anfang und das Ende von das erste Jahrhundert verantwortungsvoller Regierung in diesem Staat. Auf den verbleibenden beiden Kopffeldern ist das Wappen des Bundesstaates South Australia als Relief eingraviert. Der Schaft ist flach und mit Weizenornamenten verziert, und die Knöpfe, die den Schaft unterteilen, sind mit traditionellen Tudor-Rosen und flachem Rankenwerk hervorgehoben. Auf der Ferse des Streitkolbens befindet sich ein Motiv aus Ranken und Zweigen, das einen integralen Bestandteil des Staatswappens bildet.

## Hintergrundliteratur
- Proceedings, W. C. Cox, Government Printer, Adelaide 1857/58–1861
- Edwin Cradock Nowell: A history of the relations between the two houses of Parliament in Tasmania and South Australia, W.T. Strutt, Government Printer, Hobart 1890
- Statistical record of the legislature, 1836–1940, F. Trigg, Government Printer, Adelaide 1941
- The Parliament of South Australia. An outline of its history, its proceedings and its buildings, Adelaide 1982

## Weblink
- South Australian House of Assembly: Home. In: Parlament von South Australia. Abgerufen am 25. März 2024 (englisch).